# Parafia Niepokalanego Serca Najświętszej Maryi Panny w Borzęcie
Parafia Niepokalanego Serca Najświętszej Maryi Panny w Borzęcie – rzymskokatolicka parafia znajdująca się w archidiecezji krakowskiej, w dekanacie Myślenice, w Polsce.